# Euconocephalus broughtoni
Euconocephalus broughtoni är en insektsart som beskrevs av Bailey, W.J. 1980. Euconocephalus broughtoni ingår i släktet Euconocephalus och familjen vårtbitare. Inga underarter finns listade i Catalogue of Life.